# Aqueus
|  | Aquest article tracta sobre la tribu de nord del Peloponnès. Si cerqueu el nom dels grecs en Homer, vegeu «Aqueus (Homer)». |

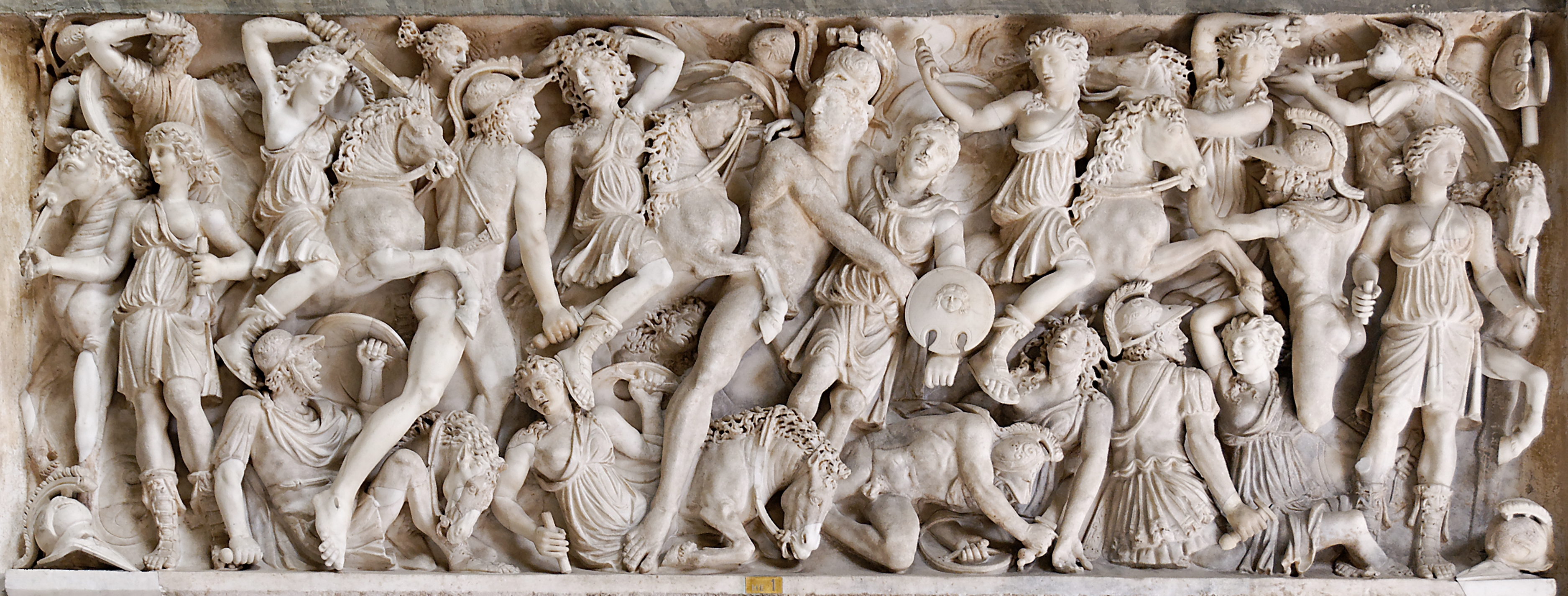
Combat dels aqueus, Museu Pioclementino

Els aqueus (grec antic: Ἀχαιοί, Akhaiói, llatí: Achaei) eren una de les quatre tribus gregues en què els grecs es dividien. En època històrica vivien al districte nord del Peloponnès, anomenat Acaia per raó seva, i es dividien en dotze demos o ciutats, i més tard formaren la lliga Aquea, de gran rellevància en la geopolítica grega a partir del segle iii aC. El seu dialecte formava part dels dialectes nord-occidentals, considerats parents molt pròxims del dòric per la lingüística moderna.
Els antics grecs identificaven aquests aqueus amb els aqueus dels poemes homèrics, anomenats micènics per la historiografia moderna. Segons la tradició dels antics, abans de la Guerra de Troia (ço és, a l'edat del bronze en terminologia moderna) els aqueus eren el principal poble hel·lènic, i poblaven la major part del Peloponnès (llevat de la part nord-oriental, poblada pels epeus) i la Ftiòtida, a Tessàlia, anomenada Acaia Ftiòtida per la seva presència. Atesa la seva rellevància, als poemes homèrics el seu nom servia per anomenar el conjunt dels hel·lens, quan, segons els antics, encara no tenien un nom conjunt. Després del retorn dels heraclides (les invasions dòriques de la historiografia moderna), els doris desplaçaren els aqueus, que fugiren al nord, on habitaven en època històrica i donaren nom al districte d'Acaia. De tota manera, els historiadors moderns consideren poc acurat aquest relat, principalment perquè la llengua dels antics aqueus, el micènic, està emparentada sobretot amb el dialecte arcadi, al centre del Peloponnès, mentre que el dialecte d'Acaia és idèntic al de l'Èlida o Etòlia.
D'altra banda, hom els ha identificat amb els ahhiyuwa de les fonts hitites, per bé que, per qüestions cronològiques, no fan referència als aqueus d'època clàssica sinó als micènics.

## Relat mític
A l'edat heroica, habitaven a la regió de Ftia i a la part oriental del Peloponnès, amb Esparta i Argos (sovint anomenada Argos Aquea) com a centres principals. Les llegendes gregues parlen d'un ancestre comú a tots els aqueus, Aqueu, fill de Xutos, net d'Hel·len i germà d'Ió, epònim dels jonis. Xutos era originari de Tessàlia, però els seus germans Doros i Èol l'expel·liren; fou el seu fill Aqueu qui reconquerí els dominis del seu pare, mentre que els fills d'Aqueu s'apoderaren d'Argos i Esparta. Segons Estrabó, en canvi, fou el mateix Aqueu qui s'instal·là al Peloponnès. En qualsevol cas, hom considerava que l'origen últim dels aqueus era Tessàlia, i no pas el Peloponnès. Així explicaven els grecs l'expansió dels antics aqueus per Tessàlia i el Peloponnès.
A l'hegemonia aquea durant l'edat heroica fins a la Guerra de Troia segueix la desfeta causada pel retorn dels heraclides. Heròdot i Pausànies, el geògraf del segle ii dC, expliquen que els aqueus antics, abans de ser foragitats pels doris, habitaven a l'Argòlida i a Lacedemònia. Els aqueus es veieren forçats a migrar al nord, liderats per Tisamen, fill d'Orestes, a la terra llavors anomenada Egialea (grec antic: Αἰγιαλεῖα) i, segons el relat, poblada de jonis. Els aqueus derrotaren els jonis, que fugiren a l'Àtica, Eubea i a la terra posteriorment coneguda com a Jònia, mentre que ells s'ensenyoriren del seu nou país, anomenat a partir de llavors Acaia.

### Ventura del gentiliciaqueus
Després de l'edat heroica i, per tant, ja dins allò que modernament hom ja pot considerar història (i no simplement mite), el terme genèric per als grecs era hel·lens (grec antic: Ἕλληνες), recollint la tradició d'Hesíode en què Hel·len era el fundador de la nissaga grega. Però en la Ilíada, en què el conjunt de grecs s'anomena aqueus, els hel·lens només són els habitants d'una regió de Tessàlia anomenada Hèl·lada. Hi havia almenys dues tradicions diferents sobre els orígens dels grecs i és difícil establir una connexió directa entre els grecs de l'època aquea i els de l'època micènica només pel nom. A tall d'exemple, els lacedemonis històrics s'anomenaven ells mateixos així, però no afirmaven que tenien connexió amb els lacedemonis de la Ilíada, ans tenien clar que provenien dels doris. Per tant, els mateixos grecs entenien que l'ús d'un mateix nom no implica automàticament descendència directa.

## Història

En gris, les colònies aquees

Històricament, doncs, els membres del poble aqueu habitaven la regió d'Acaia, al nord del Peloponnès. Els aqueus van tenir un paper important en la colonització grega del sud d'Itàlia, car a finals del segle viii aC fundaren ciutats importants de la Magna Grècia com Síbaris i Crotona, la qual va ser el lloc on es va fundar l'Escola pitagòrica. A diferència de les altres tribus principals (jonis, doris i eolis), els aqueus no tenien un dialecte propi en el període arcaic i posteriors, i la lingüística moderna inclou la seva varietat dins el conjunt de parlars de tipus dòric.
Els aqueus vivien en deu ciutats principals, que formaren el Κοινὸν τῶν Ἀχαιῶν ('Lliga Aquea'). En temps d'Heròdot aquestes ciutats eren Pel·lene, Egira, Eges, Bura, Hèlice, Ègion, Ripes, Patres, Fares, Òlenos, Dime i Tritea. Tres segles més tard, Polibi inclou Leòntion i Cerinea en el lloc de Ripes i Eges, que havien entrat en decadència. La més important de les ciutats era Hèlice, i el déu tutelar era Posidó, però després que destruís la ciutat un terratrèmol l'any 373 aC la seu passà a Ègion.
Els aqueus es mantengueren força al marge dels successos polítics de Grècia del segle v aC i començament del iv, principalment de les guerres mèdiques i la Guerra del Peloponnès. En canvi, davant l'auge del Regne de Macedònia en la segona meitat del segle v aC els aqueus es posicionaren entre la resistència; tot i que, al començament, eren una potència política feble, amb el temps acabarien per esdevenir un bastió de la resistència i per organitzar tot el Peloponnès sota una mateixa unitat política. D'aquesta manera, un poble que presumia d'un passat gloriós a l'edat heroica però que vivia una llarga època de decadència aconseguí tornar a situar el seu nom al centre del panorama polític hel·lènic.

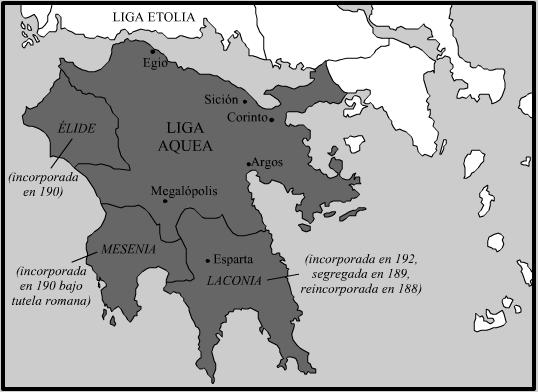
La Lliga Aquea el 188 aC

La Lliga Aquea es formalitzà el 280 aC com a unió de ciutats aquees per aidar-se en l'expulsió del poder macedoni dels seus dominis. La Lliga prengué gran importància quan Arat de Sició persuadí els sicionis d'incorporar-se a la Lliga Aquea, i a partir de llavors començà un període d'auge en què gran nombre de ciutats peloponnèsies s'unien a la lliga, que s'erigia en bastió contra el poder macedoni. Durant aquest període, un dels seus rivals fou la Lliga Etòlia, partidària dels macedonis.
Finalment, la Lliga es veié obligada primer a recórrer a l'ajuda del mateix Regne de Macedònia i, més tard, dels romans, aquesta vegada per enfrontar-se als macedonis, ara sota el lideratge de Filopemen. Aquest període de subordinació a Roma comportà una pèrdua de llibertat política, que dugué a la revolta contra Roma; però la superioritat militar romana destruí tots els anhels de llibertat dels peloponnesis, i així el 146 aC la Lliga Aquea s'incorporà a la República com a província romana: la província romana d'Acaia, que incloïa tot el Peloponnès, l'Àtica, Beòcia, Eubea i Etòlia, i que prenia el nom de la Lliga Aquea.